# Periodisme d'opinió
El periodisme d'opinió pretén interpretar la realitat des del punt de vista de l'autor, que en tots els casos, excepte en l'editorial, signa l'article (escrit, radiat o televisat) o el dibuix. L'article editorial representa l'opinió de l'empresa editora de la publicació. Els dibuixos són una forma d'expressió periodística d'opinió, que en una vinyeta resumeixen un sentiment o un punt de vista.